# Arie Ludwig Gaathon
Arie Ludwig Gaathon (hebräisch אריה לודוויג גאתון; geboren als Ludwig Grünbaum 24. Dezember 1898 in Eisenach; gestorben 4. November 1984 in Tel Aviv) war ein deutscher Ökonom, der während des Nationalsozialismus nach Palästina ins Exil ging.

## Leben

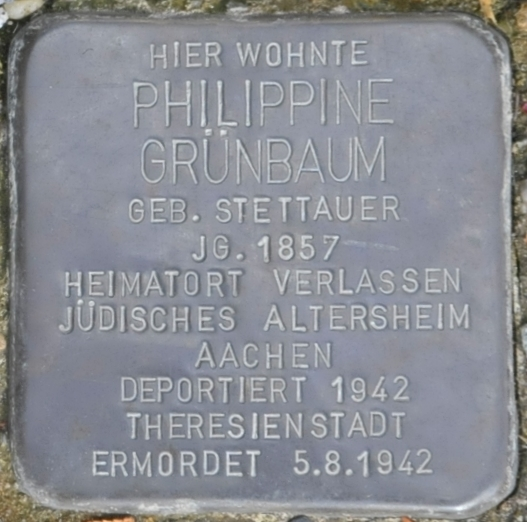
Stolperstein der Mutter in Eisenach

Ludwig Grünbaum war ein Sohn des Kaufmanns Arnold Grünbaum und der Philippine Stettauer. Seine Mutter wurde 1942 im Ghetto Theresienstadt ermordet. Sein Bruder Edgar Grünbaum wurde Opfer des Holocaust im KZ Auschwitz, seiner Schwester Thea Stern gelang die Flucht. Nach dem Abitur 1916 wurde er Kriegsfreiwilliger und in Frankreich und Palästina eingesetzt, wo er in britische Kriegsgefangenschaft geriet. Nach seiner Rückkehr 1919 jobbte er im Einzelhandel und in einer Geschäftsbank und studierte Rechtswissenschaften und Nationalökonomie an der Berliner Universität. Er war aktives Mitglied der Jüdischen Studentenorganisation. Er machte 1931 das Diplom zum Volkswirt und wurde 1934 bei Ignaz Jastrow mit einer Dissertation über die ökonomischen Bedingungen der zionistischen Besiedlung Palästinas promoviert. 
Grünbaum emigrierte im selben Jahr nach Palästina. 
Grünbaum fand eine Beschäftigung am wirtschaftswissenschaftlichen Forschungsinstituts der Jewish Agency bei Arthur Ruppin. Seine Artikel über die Wirtschaftsplanung im Mandatsgebiet erschienen in der in Österreich verlegten Palästina - Zeitschrift für den Aufbau Palästinas. Er setzte sich auch mit dem Ha’avara-Abkommen auseinander. Grünbaum ging 1936 daran, Schätzungen zur Zahlungsbilanz und zum Bruttosozialprodukt Palästinas zu erstellen, die Arbeiten erschienen 1938 und 1941. Nach dieser Methode erstellte das Statistische Amt der britischen Mandatsregierung die Berechnungen des Inlandsprodukts in den Jahren 1942 bis 1946.
Nach Gründung des Staates Israel 1948 hebraisierte er seinen Namen. Er wurde Direktor des wirtschaftswissenschaftlichen Forschungsinstituts der Jewish Agency und 1953 ökonomischer Berater des Premiers David Ben Gurion. Er war an der Erstellung des ersten Vierjahresplans für die Jahre 1950 bis 1953 beteiligt. Mit Gründung der Bank of Israel 1954 wurde er Senior Research Economist und widmete sich der Verfeinerung der Methoden der volkswirtschaftlichen Gesamtrechnung und der Ermittlung des Kapitalstocks. 
Im Jahr 1972 erhielt er die Ehrendoktorwürde der Hebräischen Universität.

## Schriften (Auswahl)

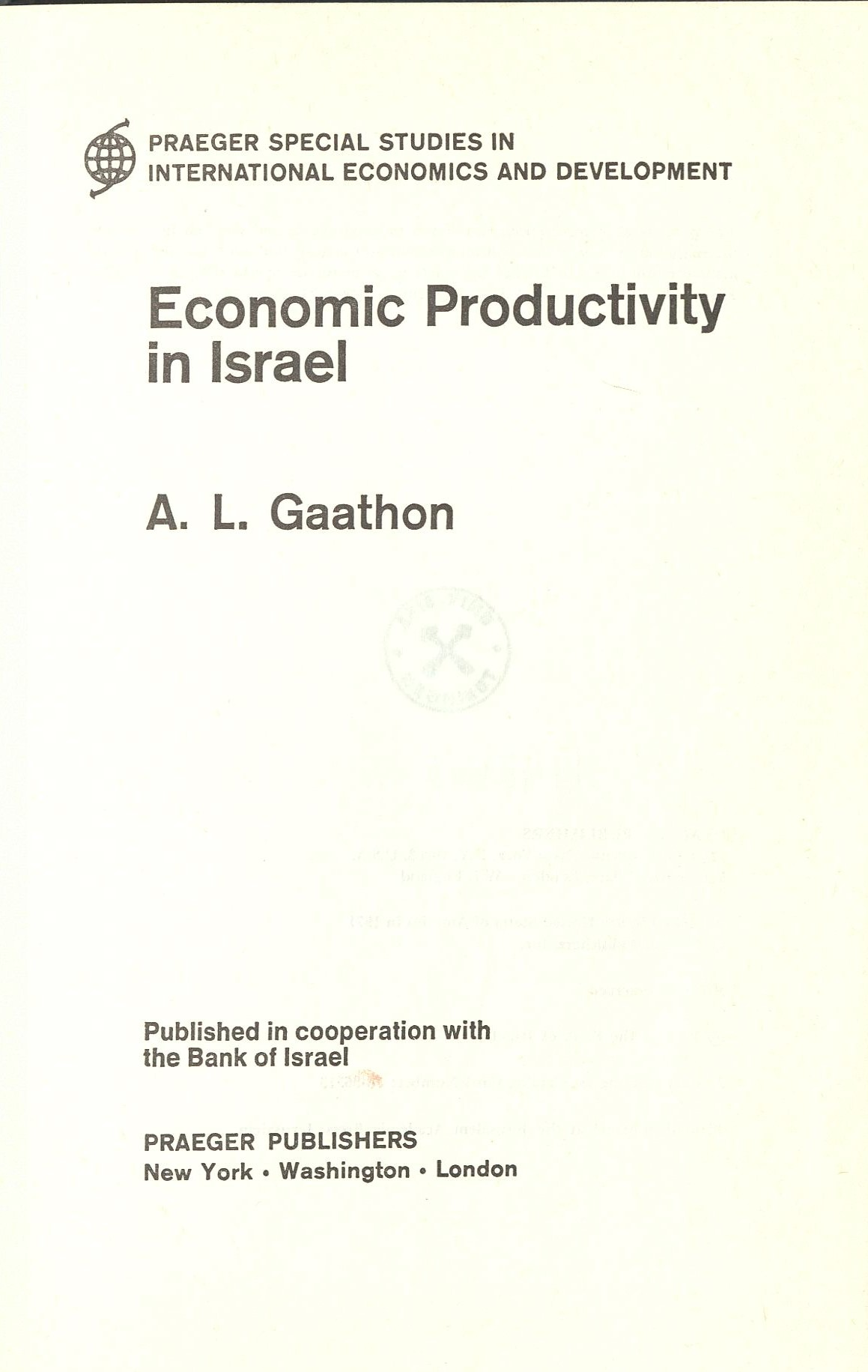
Economic productivity in Israel (1971)

- Ludwig Grünbaum: Arbeitsbeschaffung und Siedlung : eine wirtschaftswissenschaftliche Untersuchung. Berlin: Ebering, 1934
- Four year development plan of Israel, 1950–1953 : summary and conclusions; presented to the Conference with American Jewish Leaders, Jerusalem, August 1950. Prime Ministers Office. Jerusalem, 1951
- Das wirtschaftliche Wachstum Israels von 1950 bis 1964, in: Konjunkturpolitik, 11(1965), S. 222–264
- Economic productivity in Israel. New York: Praeger, 1971